# Gmina Poroçan
Gmina Poroçan (alb. Komuna Poroçan) – gmina  położona w środkowej części Albanii. Administracyjnie należy do okręgu Gramsh w obwodzie Elbasan. W 2011 roku populacja gminy wynosiła 1269 w tym 639 kobiety oraz 630 mężczyzn, z czego Albańczycy stanowili 87,47% mieszkańców.
W skład gminy wchodzi pięć miejscowości: Poroçan, Lleshaj, Gjerë, Kabash, Holtas.